# Gerhard Becker (Politiker)
Gerhard Becker (* 23. April 1942 in Nidda, Hessen; † 23. Juni 2017 in Nidda-Bad Salzhausen) war ein deutscher Politiker (SPD) und Abgeordneter des Hessischen Landtags. Von 2003 bis 2008 war Becker stellvertretender Vorsitzender des Hauptausschusses des Hessischen Landtages.

## Leben und Beruf
Nach der Mittleren Reife 1959 absolvierte Becker eine Ausbildung zum Starkstromelektriker, die er 1963 mit der Prüfung zum Facharbeiter beendete. Anschließend war er als Baustellenelektriker und ab 1969 als Elektromonteur tätig, bis er 1970 die Meisterprüfung im Elektrohandwerk ablegte. Zwischenzeitlich hatte er von 1966 bis 1967 seinen Wehrdienst abgeleistet. Ab 1971 war er bei der Oberhessischen Versorgungsbetriebe AG in einer Freileitungskolonne tätig. 
Gerhard Becker war verheiratet und hatte einen Sohn.

## Partei
1969 trat Becker in die SPD ein. Er war von 1977 bis 1997 Vorsitzender des SPD-Unterbezirks Wetterau und gehörte seit 1982 dem Vorstand des SPD-Bezirks Hessen-Süd an.

## Abgeordneter
Becker gehörte von 1972 bis 1985 und gehört erneut seit 1989 der Stadtverordnetenversammlung Niddas an. Von 1997 bis 2001 war er hier Stadtverordnetenvorsteher. 
Von 1987 bis zum 5. April 2008 war er Mitglied des Hessischen Landtages. Hier war er von 1991 bis 1995 Vorsitzender des Unterausschusseses für Atomanlagen und von 1995 bis 1999 stellvertretender Vorsitzender der SPD-Landtagsfraktion. Er wurde im Wahlkreis Wetterau II gewählt.
Von 2003 bis 2008 war er stellvertretender Vorsitzender des Hauptausschusses des Hessischen Landtages.

## Ehrungen
Am 27. September 2006 erhielt Becker den Hessischen Verdienstorden am Bande.